# 教育試験サービス

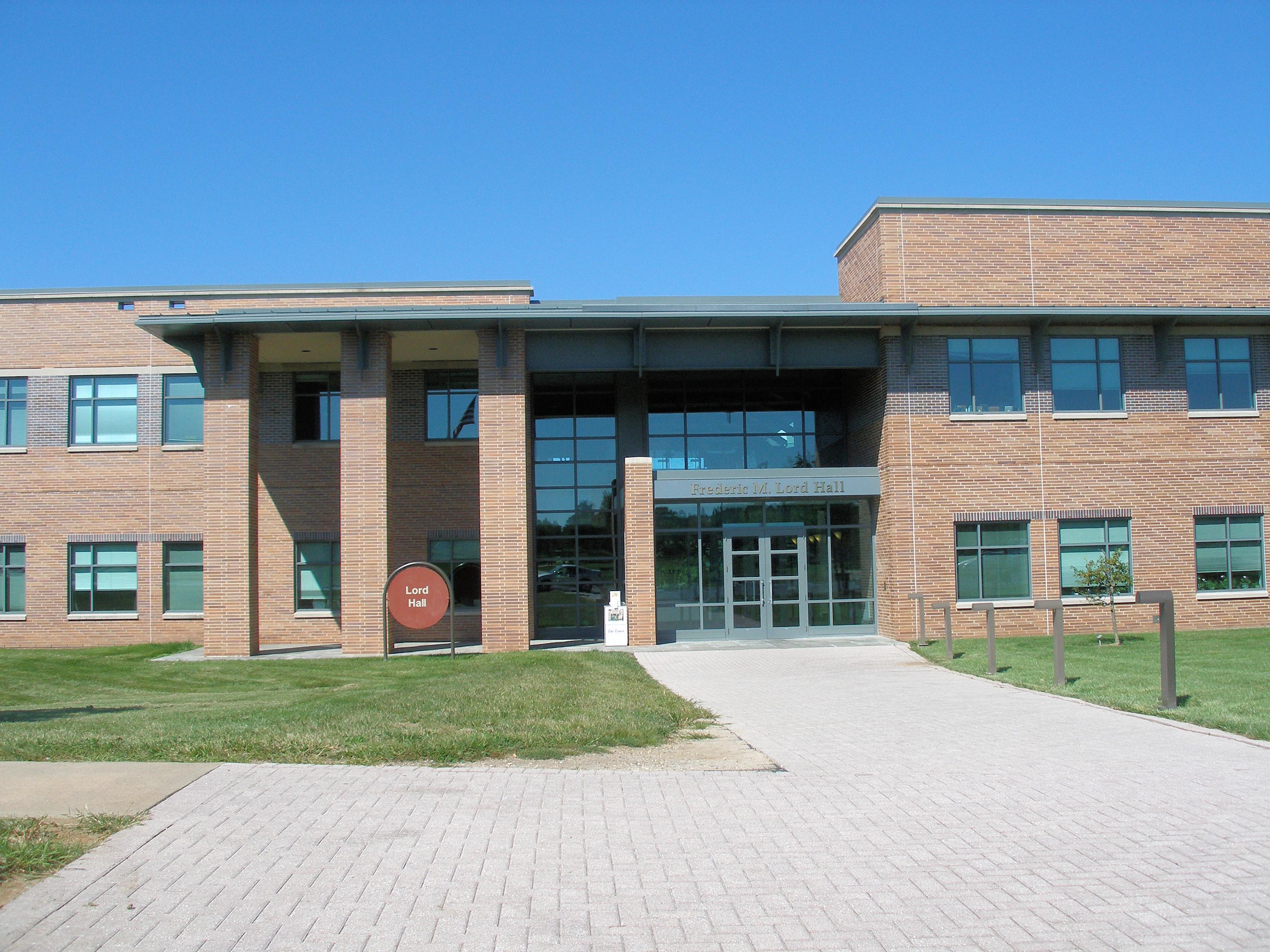
ETS本部

教育試験サービス（きょういくしけんサービス、Educational Testing Service、ETS）は、教育テスト・評価を実施する組織としては世界最大の非営利民間財団。1947年に設立され、アメリカ合衆国ニュージャージー州マーサー郡に本部を置く。
ETSは米国501(c)(3)非営利団体であり、教育関連の3団体、アメリカ教育委員会（ACE）、カーネギー教育振興財団、アメリカ大学委員会らによって設立された。
ETSは様々な標準テストを提供しているが、有名なのは米国のK-12および高等教育向けのものであり、またTOEIC、TOEFL、GREなどの国際入学試験も提供し、米国教師採用試験Praxisテストも提供する。事業は180カ国、9000地域に及ぶ。

## テスト一覧
- Graduate Record Examinations (GRE)
- SAT (かつてはScholastic Aptitude Test)
- Advanced Placement (高校生対象)
- SAT準備テスト (PSAT/NMSQT)
- College Level Examination Program (CLEP)
- Test of English as a Foreign Language (TOEFL)
- Test of English for International Communication (TOEIC)
- Test de français international (TFI)
- California High School Exit Exam (CAHSEE)
- California Standardized Testing and Reporting (STAR) Program
- State of Texas Assessments of Academic Readiness (STAAR)
- Praxis test (successor to the NTE)
- National Assessment of Educational Progress (NAEP)
- Examen de Admisión a Estudios de Posgrado (EXADEP)[3]